# Маралік
Маралі́к (вірм. Մարալիկ) — місто на північному заході Вірменії, розташоване у марзі (області) Ширак. Розташований на західному схилі гірського масиву Арагац, на висоті 1920 м над рівнем моря.
Через місто проходить шосе Батумі — Ахалцихе — Ахалкалакі — Гюмрі — Маралік — Талін — Єреван. З Мараліку проходить залізниця до Гюмрі.
У Мараліку є церква, побудована в 1903 р., у місті багато хачкарів XI—XII століть.

## Історія
Після звільнення від турецько-перського ярма, в 1826—1828 роках зі Східної Вірменії в Маралік (тоді Молла-Гюкча) переселилися 59 сімей (371 осіб) з міст Муш, Тарон, Гініс, Елешкірт, Ерзрум.
28 жовтня 1927 року по рішенню ЦВК АРСР Молла-Гюкча була перейменована в Капутан. 26 липня 1935 за рішенням ЦВК АРСР Капутан був перейменований в Маралік. У 1962 Маралік отримує статус селища міського типу. З 21 вересня 1991 року Маралік став центром Анійського району незалежної республіки Вірменія. З 1996 року входить в Ширакську область.
Через нього проходить шосе Гюмрі-Талін-Єреван. Місто розташоване на залізничній гілці Маралік-Артик-Гюмрі. Гілка збереглася, але ділянку Маралік — Пемзашен, за даними на 2010 рік, не діє. За радянських часів гілка використовувалася для перевезення сировини. Діюча станція Пемзашен з регулярним пасажирським рухом розташована за 6 кілометрів від Маралік.

У Маралік є церква, побудована 1903 року. У місті багато хачкарів XI—XII століть.

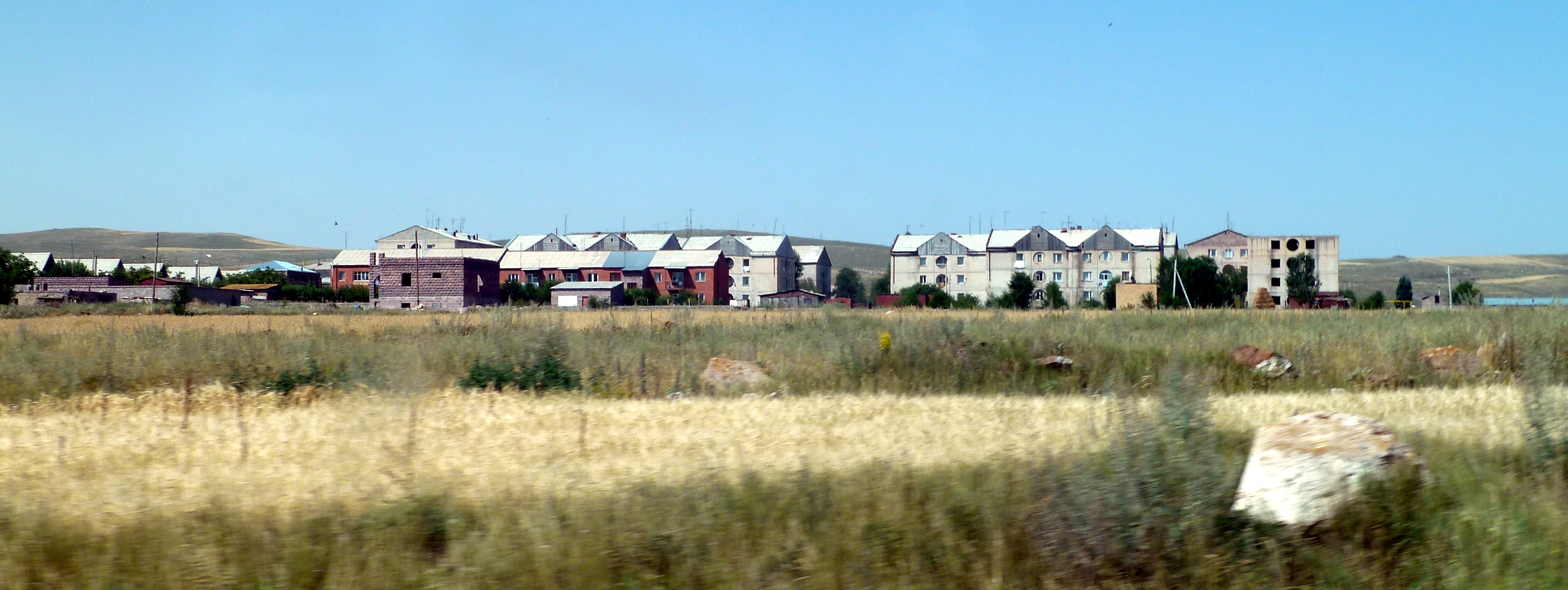
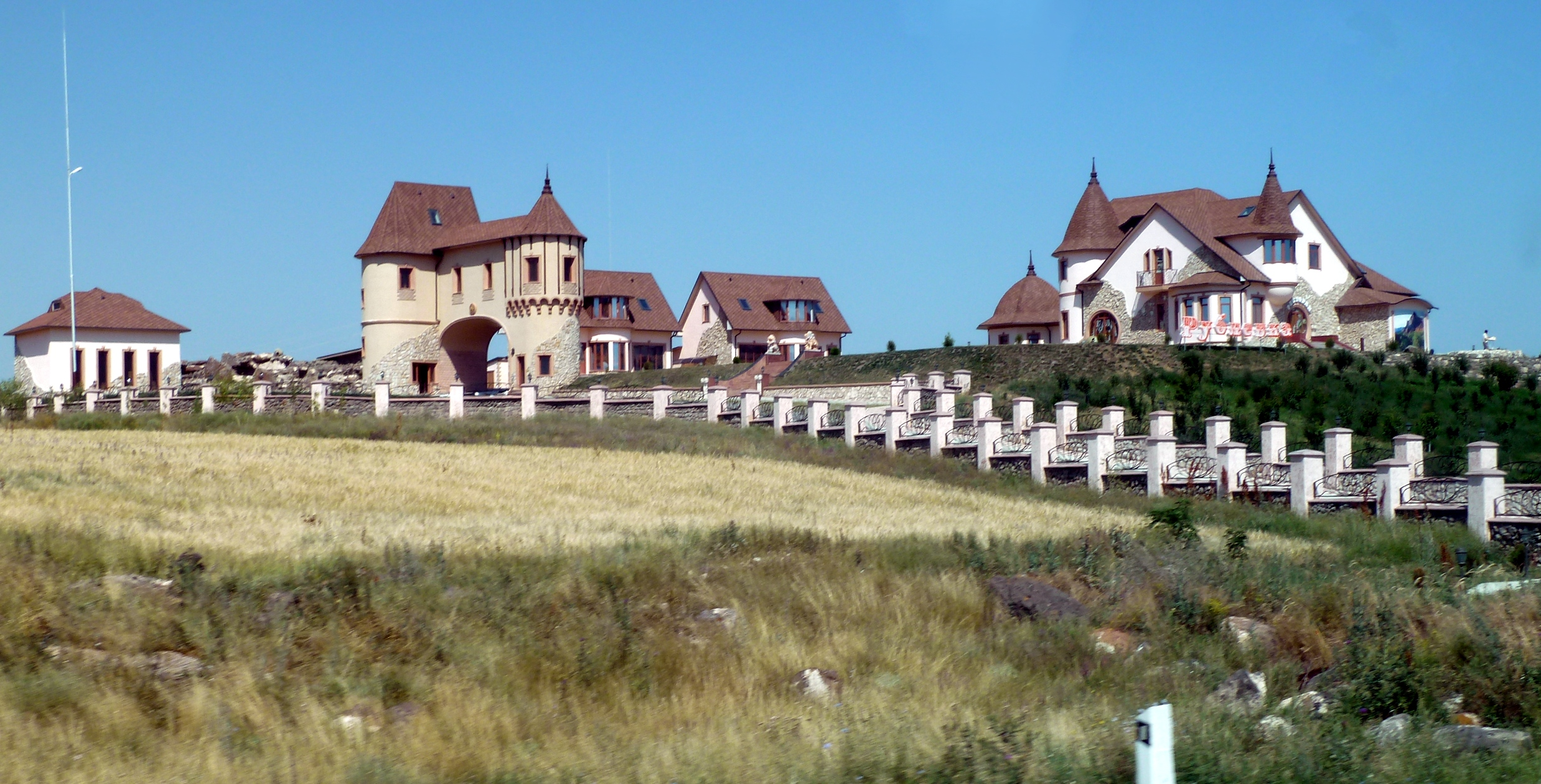